# Tièrn
Tièrn (en occità Tièrn, en francès Thiers) és una ciutat d'Alvèrnia-Roine-Alps, al nord d'Occitània. Administrativament, pertany al departament francès del Puèi Domat. El malnom n'és "los bistòrçs".
La població de la ciutat ha disminuït molt de la dècada de 1960 ençà, però des de 2012, la població sembla augmentar.En 2014, 11.588 persones viuen en Thiers
Thiers és la capital mundial de la ganiveteria. Es reuneix els requisits de 80% ganivets a França, i els seus ganivets s'exporten a tot el món.

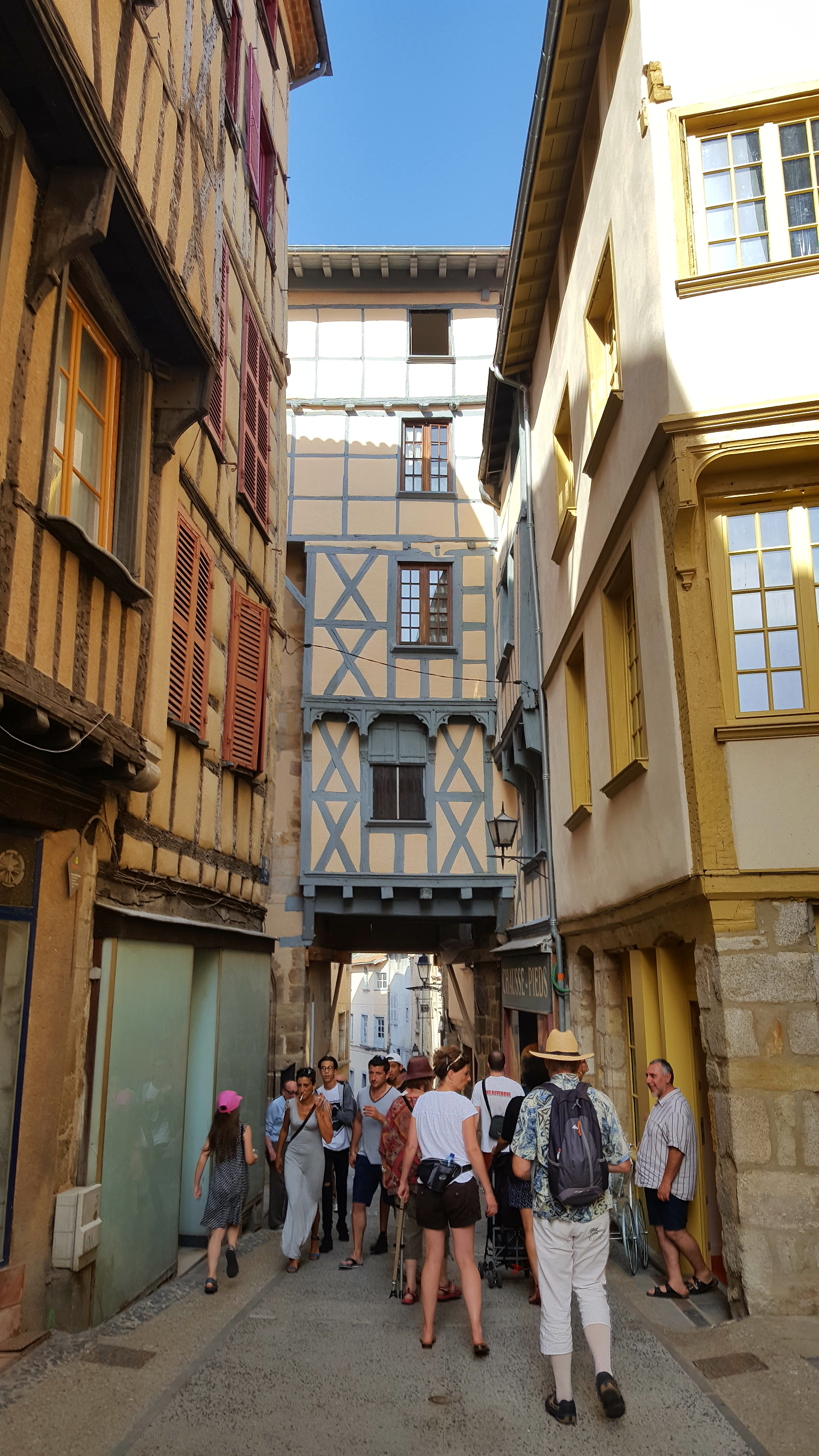
Thiers